# Four's a Crowd
Four's a Crowd is een Amerikaanse filmkomedie uit 1938 onder regie van Michael Curtiz. In Nederland werd de film destijds uitgebracht onder de titel Het dubbele huwelijk.

## Verhaal
De verslaggeefster Jean Christy wil niet werkeloos toekijken hoe haar blad bankroet gaat. Ze kan de jonge uitgever Paterson Buckley overhalen om de ex-hoofdredacteur Bob Lansford in dienst te nemen. Hij aanvaardt de baan, maar hij heeft geen al te goede bedoelingen.

## Rolverdeling
| Acteur              | Personage                 |
| ------------------- | ------------------------- |
| Errol Flynn         | Bob Lansford              |
| Olivia de Havilland | Lorri Dillingwell         |
| Rosalind Russell    | Jean Christy              |
| Patric Knowles      | Patterson Buckley         |
| Walter Connolly     | John P. Dillingwell       |
| Hugh Herbert        | Jenkins                   |
| Melville Cooper     | Bingham                   |
| Franklin Pangborn   | Preston                   |
| Herman Bing         | Kapper                    |
| Margaret Hamilton   | Amy                       |
| Joseph Crehan       | Pierce                    |
| Joe Cunningham      | Young                     |
| Dennie Moore        | Secretaresse van Buckley  |
| Gloria Blondell     | Secretaresse van Lansford |
| Carole Landis       | Secretaresse van Lansford |